# Nemeter

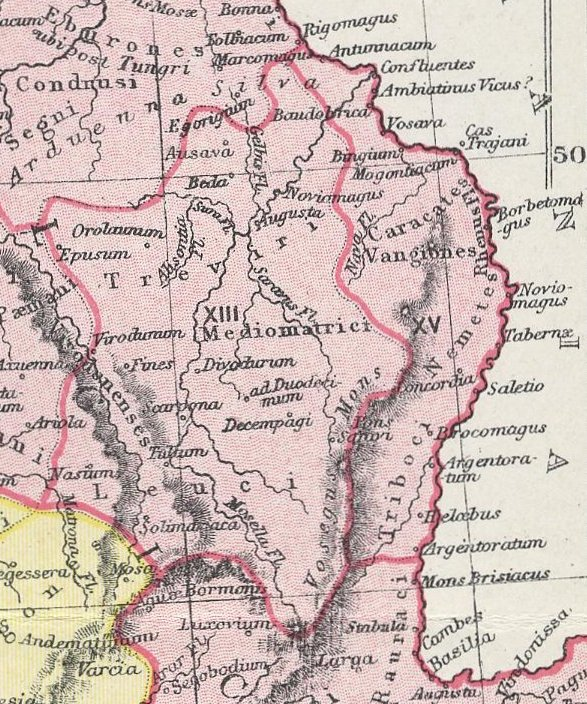
Kartenausschnitt Östliches Gallien mit Angabe des Stammesgebietes der Nemeter am Rhein, aus Samuel Butler: The Atlas of Ancient and Classical Geography. London 1907

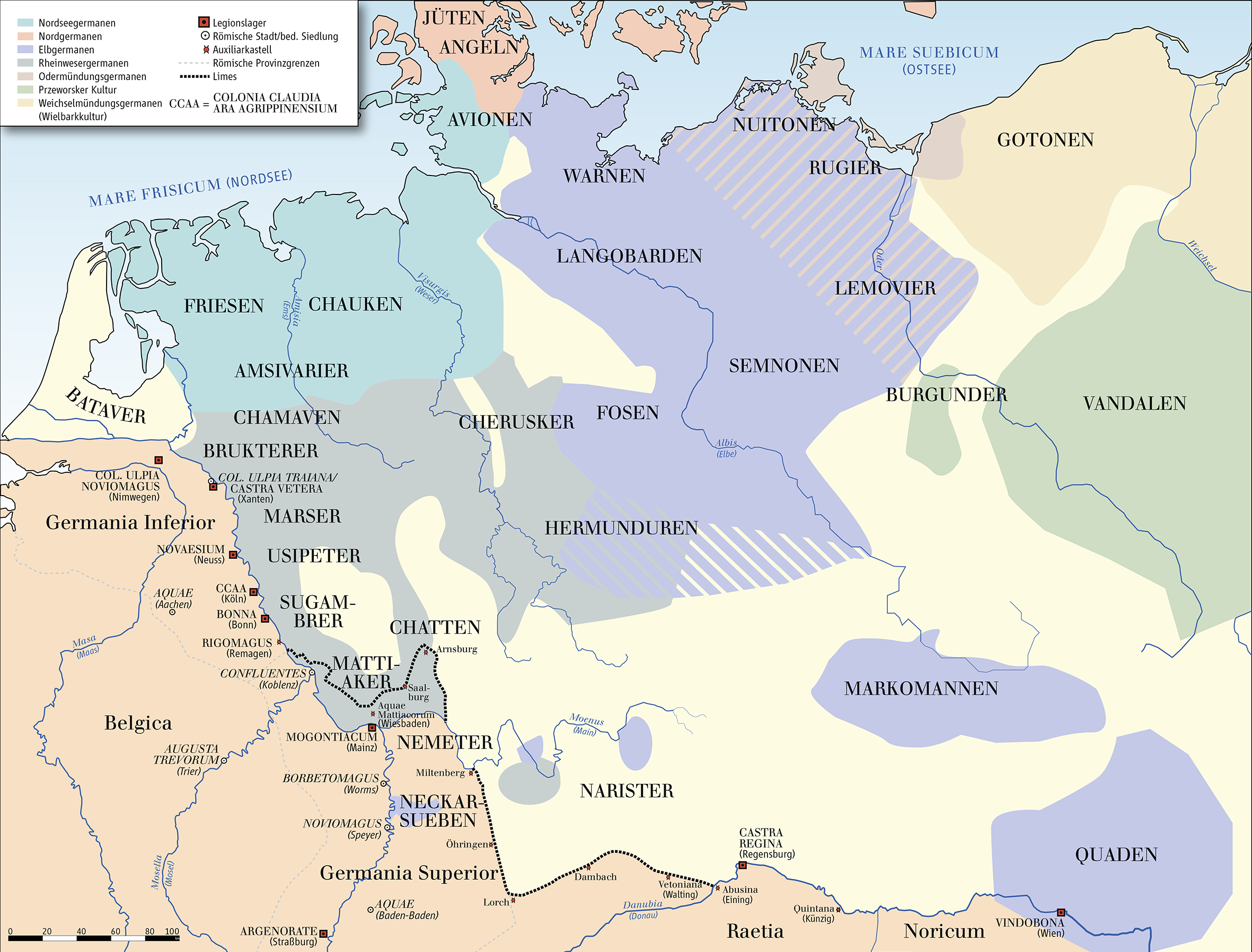
Übersichtskarte der germanischen Stämme zwischen 50–100 n. Chr.

Die Nemeter (lateinisch: Nemetes oder Nemeti) waren vermutlich ein germanischer oder keltischer Stamm im Gebiet des Rheins zwischen Pfalz und Bodensee. 

## Erste Nennung bei Caesar
Die Nemeter werden erstmals in De Bello Gallico vom römischen Feldherrn und Autor Julius Caesar über die Kriege in Gallien genannt.  Demzufolge waren die Nemeter um das Jahr 70 v. Chr. mit anderen Volksstämmen unter Führung des germanischen Fürsten Ariovist auf der Suche nach neuem Siedlungsgebiet ins Gebiet der Gallier eingedrungen. Die unter dem Protektorat des Römischen Reichs stehenden Gallier baten, so Caesar, Rom um Hilfe. Caesar nennt die Nemeter dann unter den sieben Stämmen, die er in einer Schlacht am Rhein im Jahr 58 v. Chr. besiegte. Nochmals nennt er den Namen der Nemeter, als er ein Waldgebiet beschreibt, das sich beginnend im Gebiet der Helvetier, Nemeter und Rauraker weiter erstreckt in gerader Richtung auf die Donau zu bis zum Gebiet der Daker und Anartier.

## Germanen oder Kelten
Auch wenn Caesar die sieben Volksstämme der Schlacht am Rhein als Germanen bezeichnet (lateinisch Germani suas copias constituerunt), so stehen die Nemeter durch die gemeinsame Stammesgöttin den Treverern nahe, einem heute als keltisch bekannten Stamm. Eventuell waren die Nemeter also ebenfalls Kelten. Über die ethnische Zugehörigkeit der Stämme im rechtsrheinischen Vorfeld des Rheins ist im 1. Jahrhundert v. Chr. aufgrund der sogenannten „Helvetier-Einöde“ wenig bekannt. Die Ansiedlung im Reichsgebiet fand vermutlich erst zur Regierungszeit des Augustus statt. Hinweise bei Caesar selbst gehören zu den „geographischen Exkursen“, die wohl frühestens in augusteischer Zeit in das Werk eingefügt wurden. Wahrscheinlicher ist neben einer indirekten Erwähnung des Geographen Strabon die eigene Bekundung Caesars, nach der Niederlage des Ariovist seien alle Sueben über den Rhein geflohen.

## Berichte bei Tacitus

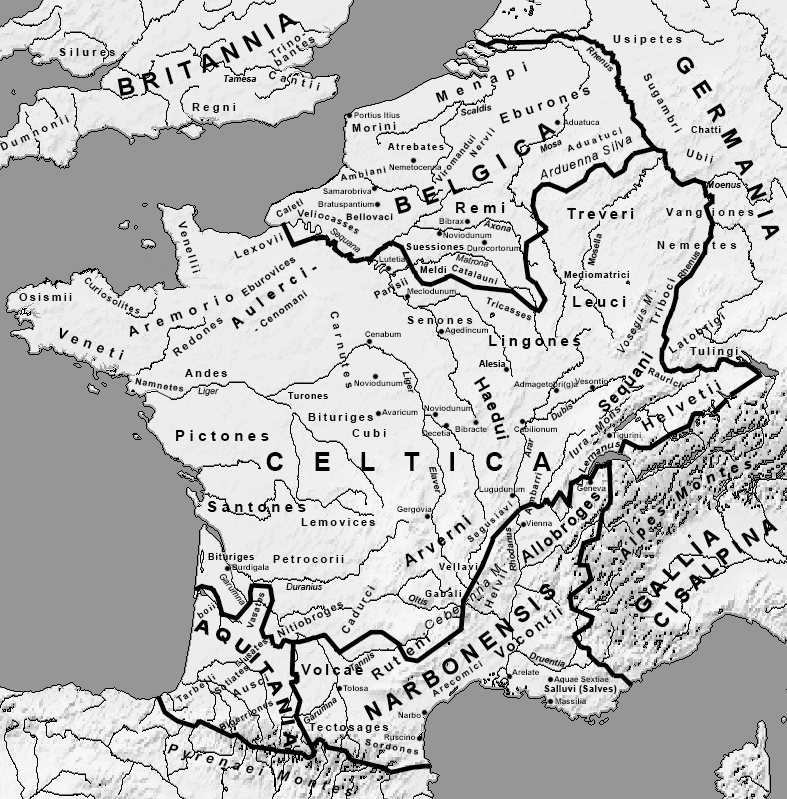
Die Nemeter im Grenzgebiet zu Gallien im Jahre 54 v. Chr.

Der römische Historiker und Senator Tacitus greift im 1. Jahrhundert n. Chr. auf den von ihm hoher Gewährsmann genannten Caesar zurück und nennt in seinem Werk Germania die Nemeter, die auch nach seinen Angaben unmittelbar am linken Rheinufer wohnen und unzweifelhaft ein germanisches Volk seien. Jedoch betonte er zuvor, dass es am Ufer des Rheins ein Hin und Her von Galliern und Germanen gegeben hatte und einige Stämme wohl nur nach ihren eigenen Angaben und ihrem Selbstverständnis germanischen Ursprungs waren. Tacitus zählt dann in einem anderen seiner historischen Berichte, den Annalen, die Nemeter zu den Hilfsvölkern der Römer. Tacitus berichtet, dass die Nemeter zusammen mit Vangiones als Hilfstruppen gegen eingefallene räuberische Chatten eingesetzt wurden und bei einer Aktion dabei diese Räuber im Schlaf überraschen und besiegen konnten. Dabei befreiten sie Römische Soldaten und Veteranen der Varusschlacht aus ihrer vierzigjährigen Kriegsgefangenschaft.

## Siedlungsgebiet der Nemeter bei Speyer
Die Nemeter sollen sich, so wird allgemein angenommen, wohl unter der Führung von Ariovist als ein germanisches Volk bereits um 70 v. Chr. in der Gegend der heute pfälzischen Stadt Speyer an Rhein niedergelassen haben, was sich im lateinischen Namen der Stadt Noviomagus Nemetum widerspiegele. Noviomagus ist ein Wort keltischen Ursprungs. Der römische Historiker Ammianus Marcellinus erwähnte dann die Stadt um 300 n. Chr. als Nemetae.
Die Vorstellung einer germanischen Besiedlung Speyers bereits zur Zeit Ariovists können allerdings die bisherigen archäologischen Funde nicht belegen, nach denen sich eine germanische Besiedlung der Gegend um Speyer erst für das 1. Jahrhundert n. Chr. belegen lässt.

## Niemcy Német Neamț
In slawischen Sprachen wie dem Polnischen werden Deutsche als Niemcy bezeichnet. Dass diese Bezeichnung der Deutschen in slawischen Sprachen von dem Volksstamm der Nemeter abstammt, wurde häufig angenommen, ist aber umstritten, da eine etymologisch bedeutsame Berührung der Nemeter mit slawischen Völkern als unwahrscheinlich gilt. Im Ungarischen und Rumänischen wird der Wortstamm den slawischen Sprachen entlehnt.